# Бен-Хаим, Цви
 Цви Бен-Хаим (Герш Хаймович Гуревич или Гершл Гурвиц; ивр. צבי בן-חיים‎; 1898—1957) — российский и израильский актёр. Один из ведущих актёров и идеологов театра Габима, в 1927—1933 годах — член правления театра.

## Биография
Родился в Сумовке, до начала 1920-х годов жил в Бершади. В 1920 году был членом местного «кооператива» для обеспечения алии в Страну Израиля (вместе с другим будущим актёром «Габимы» Абрамом Барацем).
Играл в театре Габима с начала 1920-х годов. Вместе с театром принимал участие в европейских и американских гастролях 1926—1927 годов и сыграл значительную роль в борьбе с группы ведущих актёров с основателем и тогдашним руководителем театра Н. Л. Цемахом. В мае 1926 года Бен-Хаим стал секретарём нового правления театра, а через год в США он встал во главе той части труппы, которая стремилась обосноваться в Палестине. При этом сам Бен-Хаим был приверженцем «либерального» театра, построенного как товарищество равноправных актёров и направленного на то, чтобы не развлекать, а воспитывать зрителя. Театровед О. Левитан на основе записей и конспектов, сохранившихся в архиве Бен-Хаима, называет его «мыслителем-летописцем», занимавшим «особое место в жизни театра».
После возвращения театра в Европу стал одним из соратников Маргот Клаузнер (1905—1975), которая взяла в свои руки организационно-материальные вопросы (чтобы окончательно перебраться в Палестину, нужны были деньги). По словам Клаузнер, среди всех актёров Габимы взгляды Бен-Хаима на будущее театра наиболее точно совпадали с её собственными. Клаузнер оставила описание внешности Бен-Хаима: «Это был маленький, щуплый человек, с меланхолическим и в то же время пылким взглядом, говоривший по-немецки с сильным русским акцентом».
В 1928 году Бен-Хаим и актёр Шломо Брук были посланы театром в Палестину, чтобы на месте решить, возможен ли переезд. В том же году после состоявшегося переезда был режиссёром-ассистентом А. Д. Дикого, приглашённого из СССР, в постановке «Клада» Шолом-Алейхема, при этом вёл репетиционный дневник на русском языке. В 1930 году во время новых европейских гастролей театра и сотрудничества Габимы и режиссёра М. А. Чехова, поставившего в театре «Двенадцатую ночь» У. Шекспира, Бен-Хаим пытался уговорить Чехова на переезд в Палестину и дальнейшее сотрудничество, однако Чехов ответил отказом.
В июне 1931 года уже в Палестине получил тяжёлую травму, упав в оркестровую яму, и более полугода лечился в Европе. В это же время начали возникать трения с Клаузнер и группой ведущих актёров, не принимавших пути развития театра, намеченного Бен-Хаимом (создания общееврейского театра с задействованием лучших театральных сил всего мира). В 1932 году после возвращения в Палестину конфликт усугубился и закончился выведением Бен-Хаима из правления (при этом Бен-Хаим остался актёром театра).
Среди ролей Бен-Хаима Третий батлан («Гадибук» С. Ан-ского в постановке Е. Б. Вахтангова, 1922), Бен Акиба («Уриэль Акоста» К. Гуцкова в постановке А. М. Грановского, 1930), Йоселе («Миреле Эфрос» Я. Гордина, 1939).
В 1948 году принимал участие в гастролях театра в США, играл на Бродвее Танхума в «Големе» Г. Лейвика.
Снимался и в кино, в частности в фильме «The Golden Key» («Ha-Maftayach Hazahav») (реж. Саша Александер (Sasha Alexander), 1954).

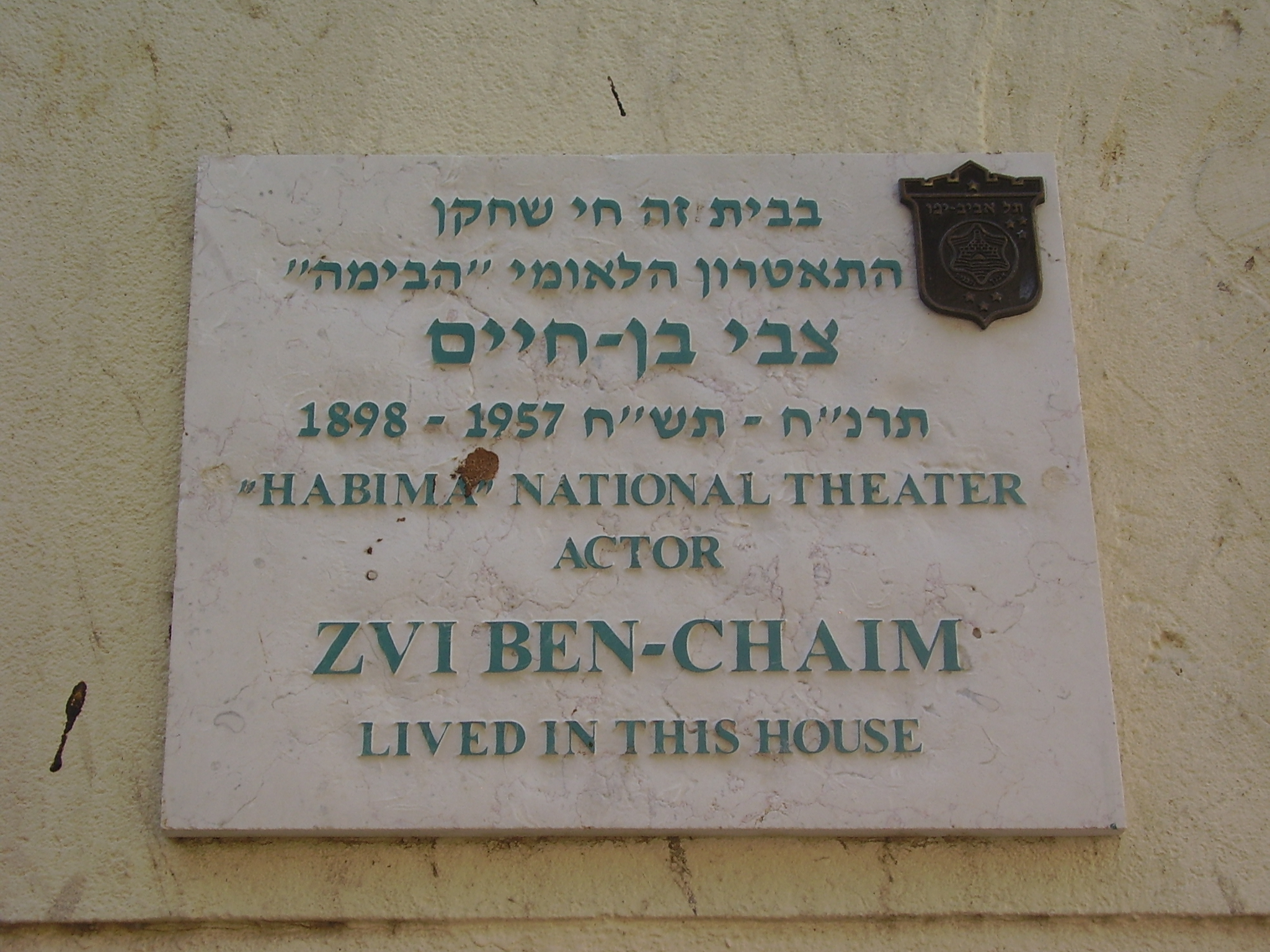
Мемориальная доска Цви Бен-Хаиму

Умер в возрасте 59 лет.

## Семья
Жена — Гитл Майзель (1898—1985), сестра писателя Нахмана Майзеля и тётя литературоведа Зиновия Паперного. С Цви Бен-Хаимом познакомилась в Варшаве, куда переехала к брату Нахману и где гастролировал театр «Габима». Перебралась с мужем Страну Израиля, где стала известным литературным критиком. Дочь — Майя, жительница киббуца Шоваль.